# Vranovina (Novi Pazar)
Vranovina (Servisch cyrillisch Врановина) is een plaats in de Servische gemeente Novi Pazar. De plaats telt 329 inwoners (2002).